# Tiré à part
Pour l’article homonyme, voir Tiré à part (film).
Un tiré à part est une impression séparée d'une œuvre qui est apparue à l'origine dans le cadre d'une publication plus vaste, généralement composée de plusieurs auteurs, comme une revue universitaire, un magazine ou un livre édité.

## Histoire
Le tiré à part est une pratique savante née au XIXe siècle qui consiste, pour l'auteur ou l’autrice d’un article, à envoyer sa publication à ses collègues avec un mot d’accompagnement, témoignage de gratitude et de reconnaissance. L'envoi de tiré à part constitue ainsi une méthode de correspondance entre chercheurs.
Le genre devient plus rare à mesure qu’il est remplacé, d’abord par des photocopies de publications et ensuite par des fichiers PDF. Ces derniers sont distribués de manière similaire, mais moins personnalisés, car il n'y a généralement pas de dédicace ou de note sur les PDF.
En 2016, les Éditions de la Sorbonne lancent une collection dirigée par l'historien Philippe Artières intitulée « Tirés à part ». Cette collection détourne l’usage et la fonction de cette pratique académique en faisant re-circuler des textes parfois méconnus issus de toutes les disciplines des sciences humaines et sociales (histoire, anthropologie, philosophie, sociologie, géographie, archéologie, droit, linguistique, littérature, science politique, histoire des arts).

## Diffusion
Les tirés à part sont utilisés par les auteurs pour promouvoir leur travail et assurer une diffusion plus large et une durée de vie plus longue que celle qui aurait pu être obtenue par la seule publication originale. Elles peuvent être considérées par les collectionneurs comme apparentées à la première édition séparée d'une œuvre et, comme elles sont souvent offertes gratuitement, elles peuvent porter une inscription de l'auteur.

## Production
Les tirés à part sont généralement produits par l’éditeur de l’article original. Après la publication d’un article dans une revue scientifique ou une autre publication scientifique, l’auteur ou les auteurs correspondants peuvent se voir offrir la possibilité de commander un nombre spécifique de tirés à part. Le nombre de tirés à part varie en fonction de l'accord entre l'auteur et l'éditeur, avec des options allant de quelques dizaines à plusieurs centaines d'exemplaires.
Les tirés à part modernes sont souvent produits à l’aide de techniques d’impression de haute qualité pour reproduire l’apparence de la publication originale. Ils sont généralement imprimés à plus petite échelle, avec des copies individuelles constituées de quelques pages ou d'une version condensée de l'article original. Les tirés à part peuvent être personnalisés avec le nom de l'auteur, son affiliation et d'autres détails pertinents.